# Zwei Frauen am Meer ins Gespräch vertieft, St. Thomas
Zwei Frauen am Meer ins Gespräch vertieft, St. Thomas (auch Zwei Frauen, sich am Strand unterhaltend, St. Thomas., Originaltitel: Deux femmes causant au bord de la mer) ist ein Ölgemälde aus dem Frühwerk des französischen Malers Camille Pissarro aus dem Jahr 1856. Es zeigt zwei Frauen auf einem Strandweg vor einer karibischen Küstenlandschaft, die sich im Sonnenschein entspannt miteinander austauschen.
Das Bild ist 41,0 cm breit und 27,7 bzw. 27,9 hoch und wurde als Teil der Sammlung des Ehepaars Mellon 1985 in den Bestand der National Gallery of Art in Washington, D.C. aufgenommen.

## Beschreibung

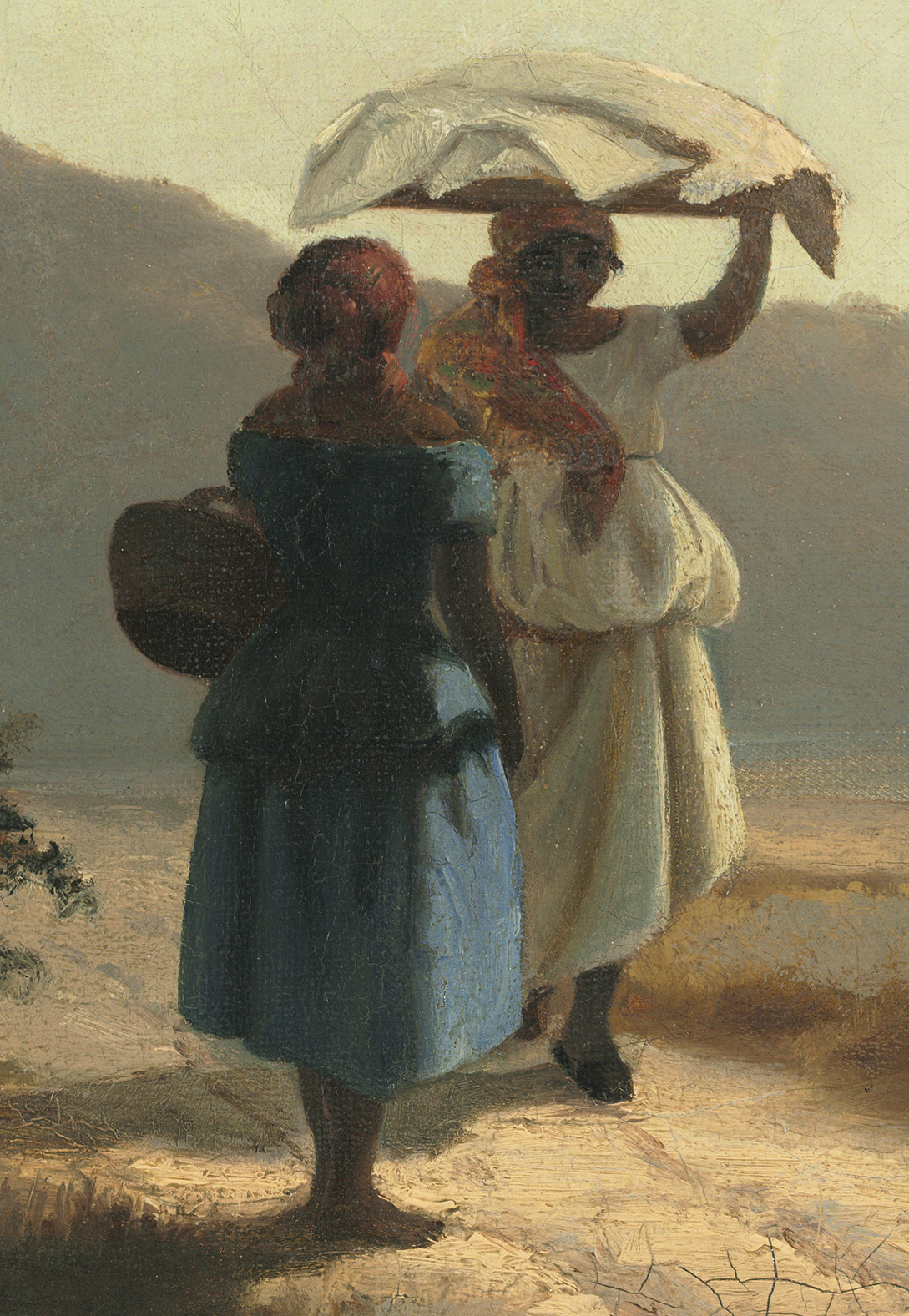
Ausschnitt – die zwei Frauengestalten

Das Bild zeigt zwei afrokaribische Frauen, die sich auf einem Strandweg in der Sonne gegenüberstehen und miteinander unterhalten.
Die dem Betrachter zugewandte Frau hält mit ihrer linken Hand einen großen Korb, vermutlich mit frischer Wäsche, auf ihrem Kopf, der ihr Schatten spendet. Sie trägt ein weißes, im Taillenbereich gerafftes Kleid und ein großes farbiges Tuch als Kopfbedeckung, das ihr auch über die Schulter hängt. Die Frau ihr gegenüber, vom Betrachter abgewandt, barfüßig, trägt ein Kleid in einem kräftigen Blau und eine bräunlich-rote Kopfbedeckung. Ihr linker Arm hält einen Korb. Beide Figuren werfen einen Schatten nach vorne links.
Die Szene ist in eine ruhige, ansonsten beinahe menschenleere Strandlandschaft eingebettet. Nur weit im Hintergrund, am Wasser, ist eine kleine Gruppe angedeutet, vielleicht Fischer, vielleicht weitere Frauen, die Wäsche waschen. Der Strandweg verläuft vom unteren Zentrum des Bildes nach links hinten und geht in eine Hügelkette im Hintergrund über, dessen Kante das Bild diagonal von rechts nach links teilt und die hinten rechts steil ins Meer abfällt.

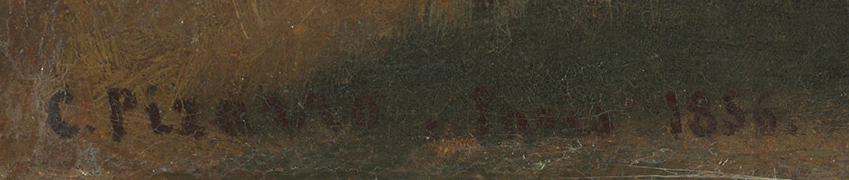
Signatur: C.Pizarro. Paris 1856.

Das Meer im Hintergrund ist ruhig und glatt und spiegelt das Sonnenlicht. Außer einem Busch links im Bild taucht nur wenig, spärliche Vegetation auf, auch die Landschaft ist eher sparsam und mit glatten Flächen angedeutet. Den klaren Fokus bilden die beiden Frauen, die Ruhe und Harmonie ausstrahlen.
Unten links ist das Bild mit C.Pizarro . Paris 1856. signiert, eine Schreibweise seines Namens, die Pissarro noch bis 1859 verwendete.

## Entstehung und Einordnung
Camille Pissarro wuchs auf der Karibikinsel Saint Thomas auf; seine ersten Erfahrungen als Maler sammelte er in den Jahren 1852 bis 1854, als er mit seinem Malerfreund Fritz Melbye in Venezuela lebte. Bei seiner Rückkehr nach Saint Thomas hatte er sich endgültig für eine Künstlerlaufbahn entschieden und zog im Oktober 1855 nach Paris. Die Zwei Frauen entstanden dort zu Beginn dieser frühen Schaffensperiode, vermutlich in dem Atelier Anton Melbyes am Montmartre in der Rue Notre-Dame de Lorette 49, das er eine Zeitlang mitbenutzte. Das Bild ist Teil einer Gruppe von insgesamt neun signierten Werken mit „tropischen“ Motiven aus dem Jahr 1856:

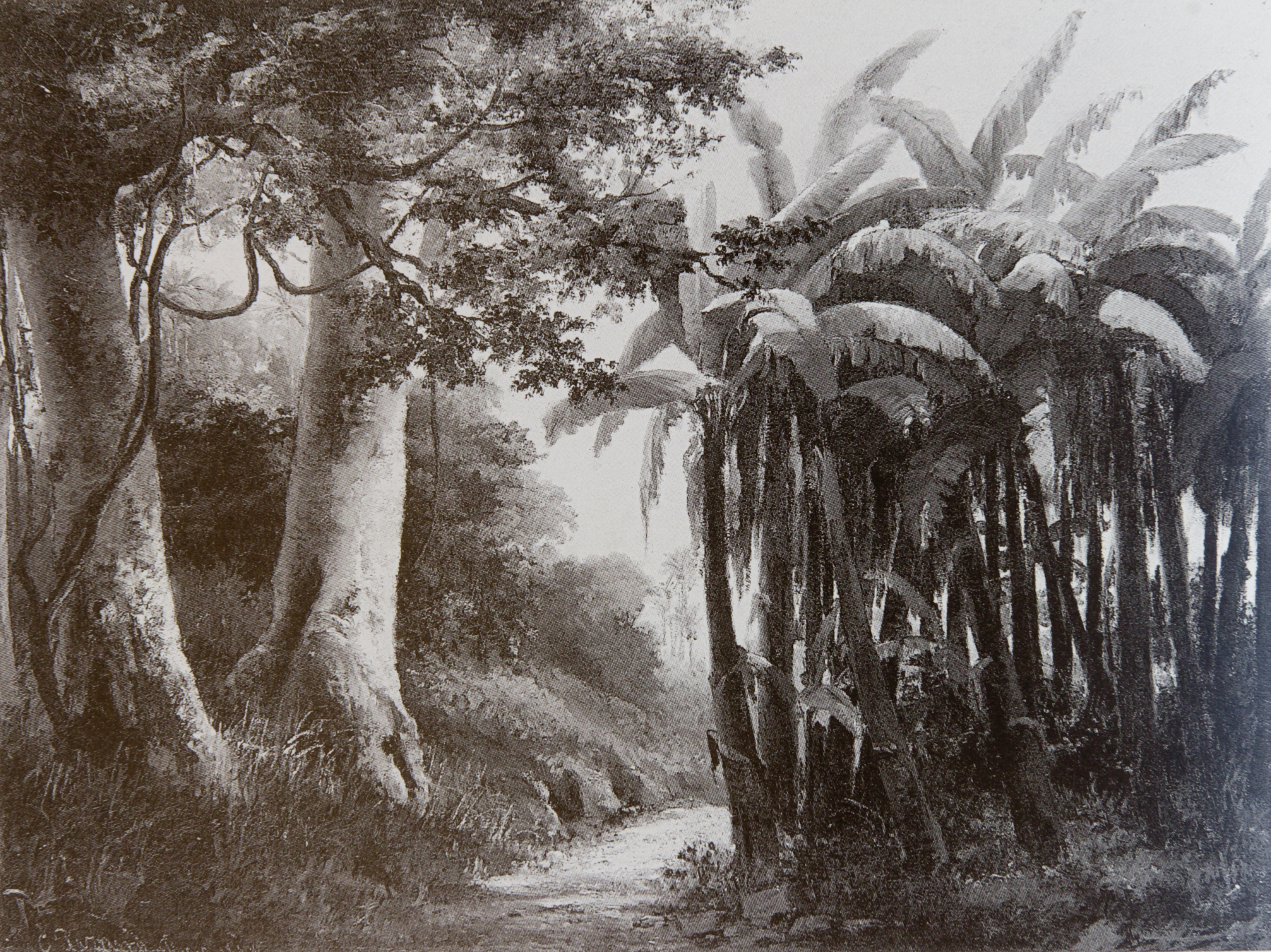
Forêt tropicale
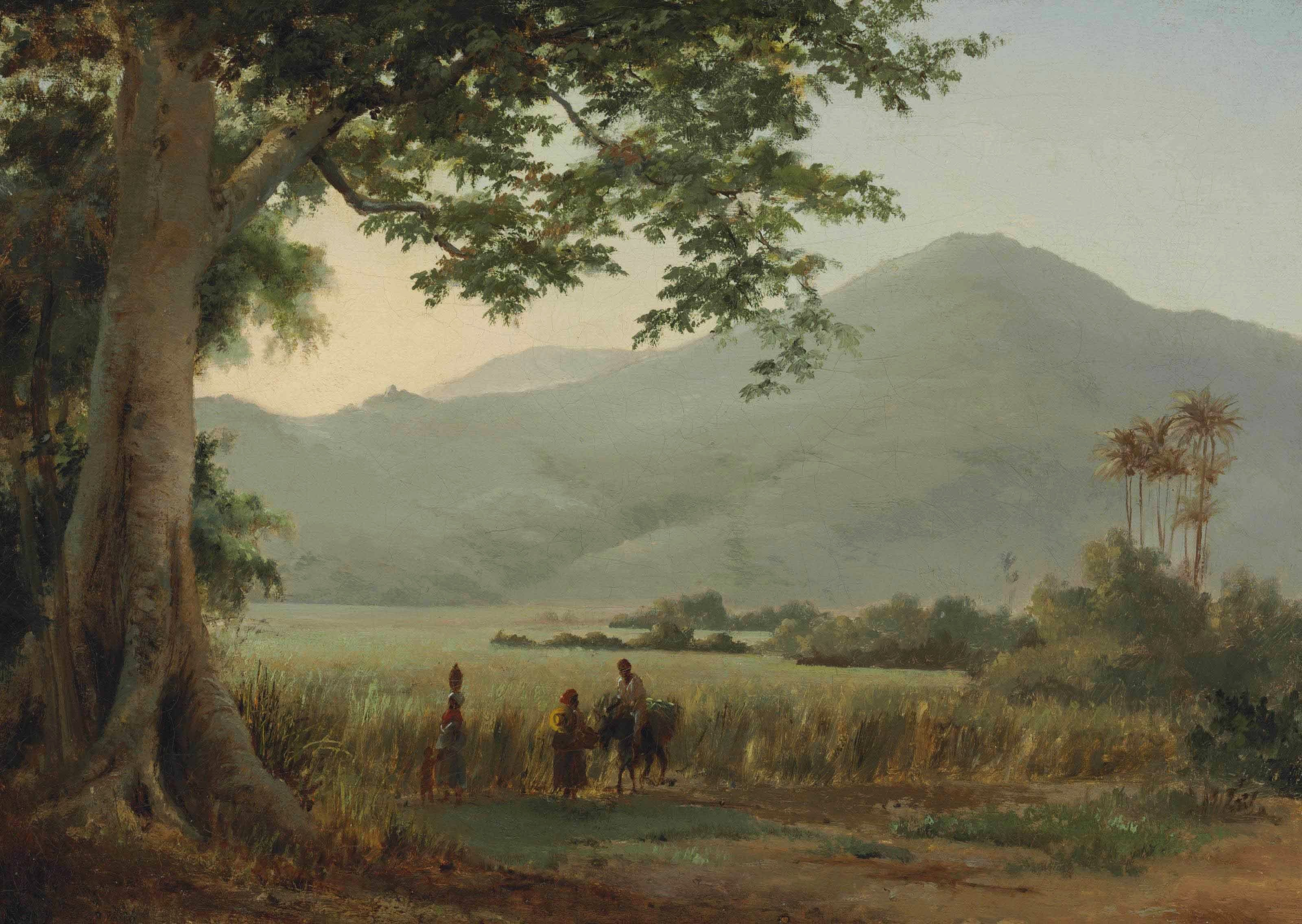
Personnages discutant au bord d’un chemin
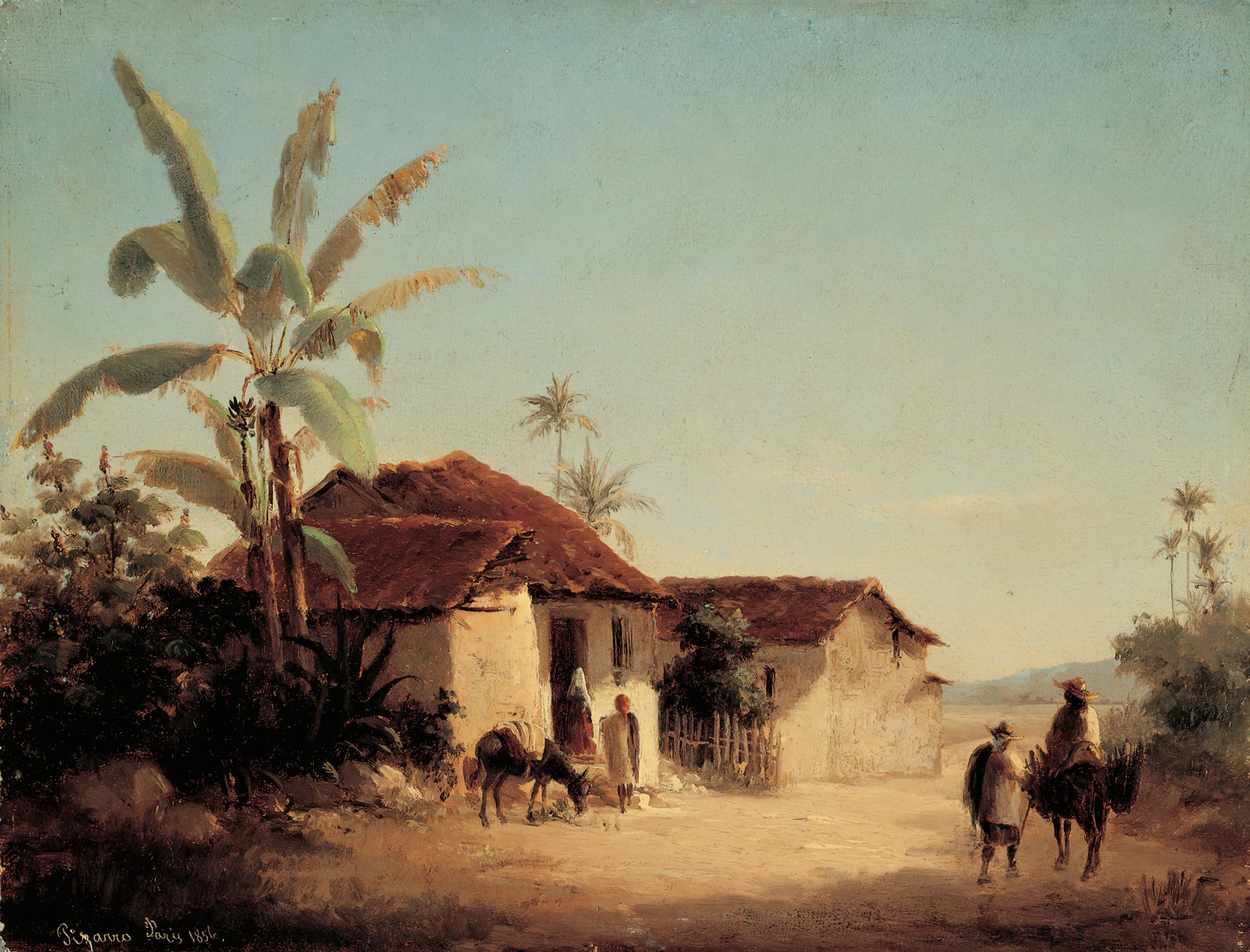
Paysage avec masures et palmiers
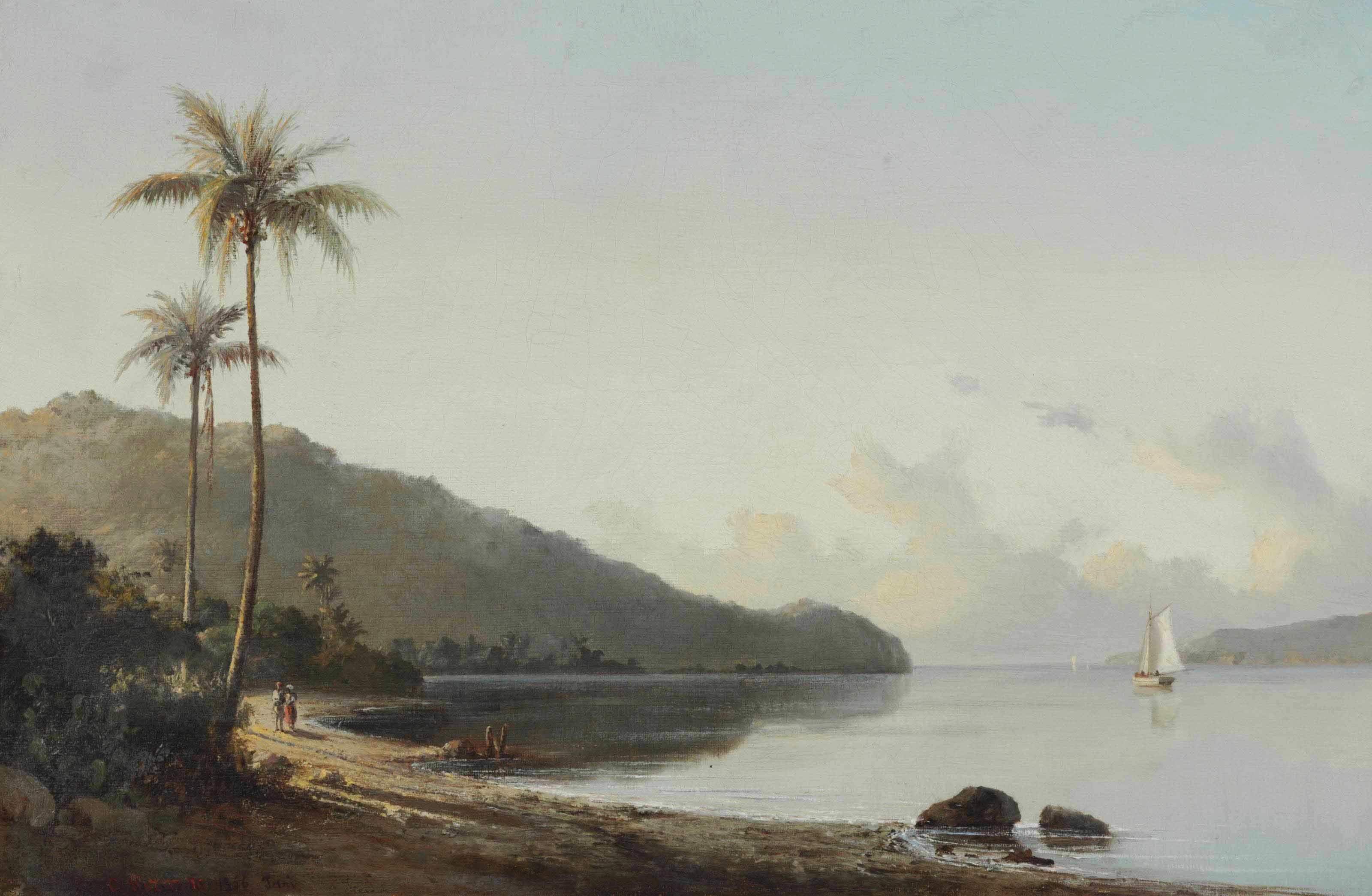
Crique avec voilier
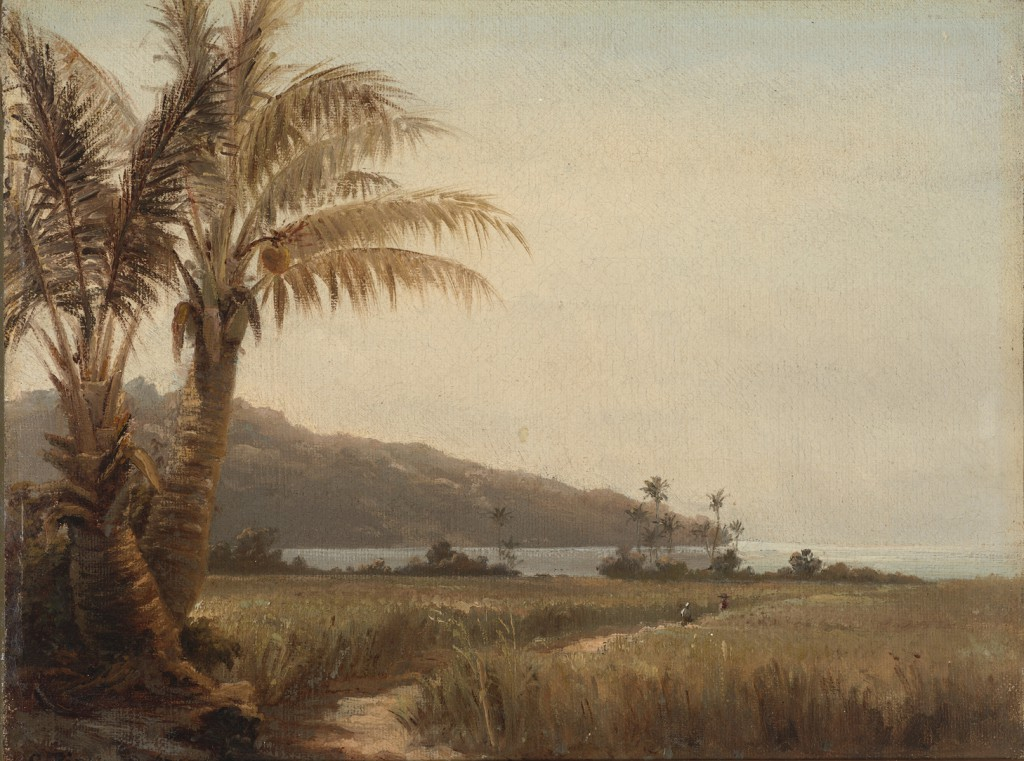
Cocotiers au bord de la mer, St. Thomas
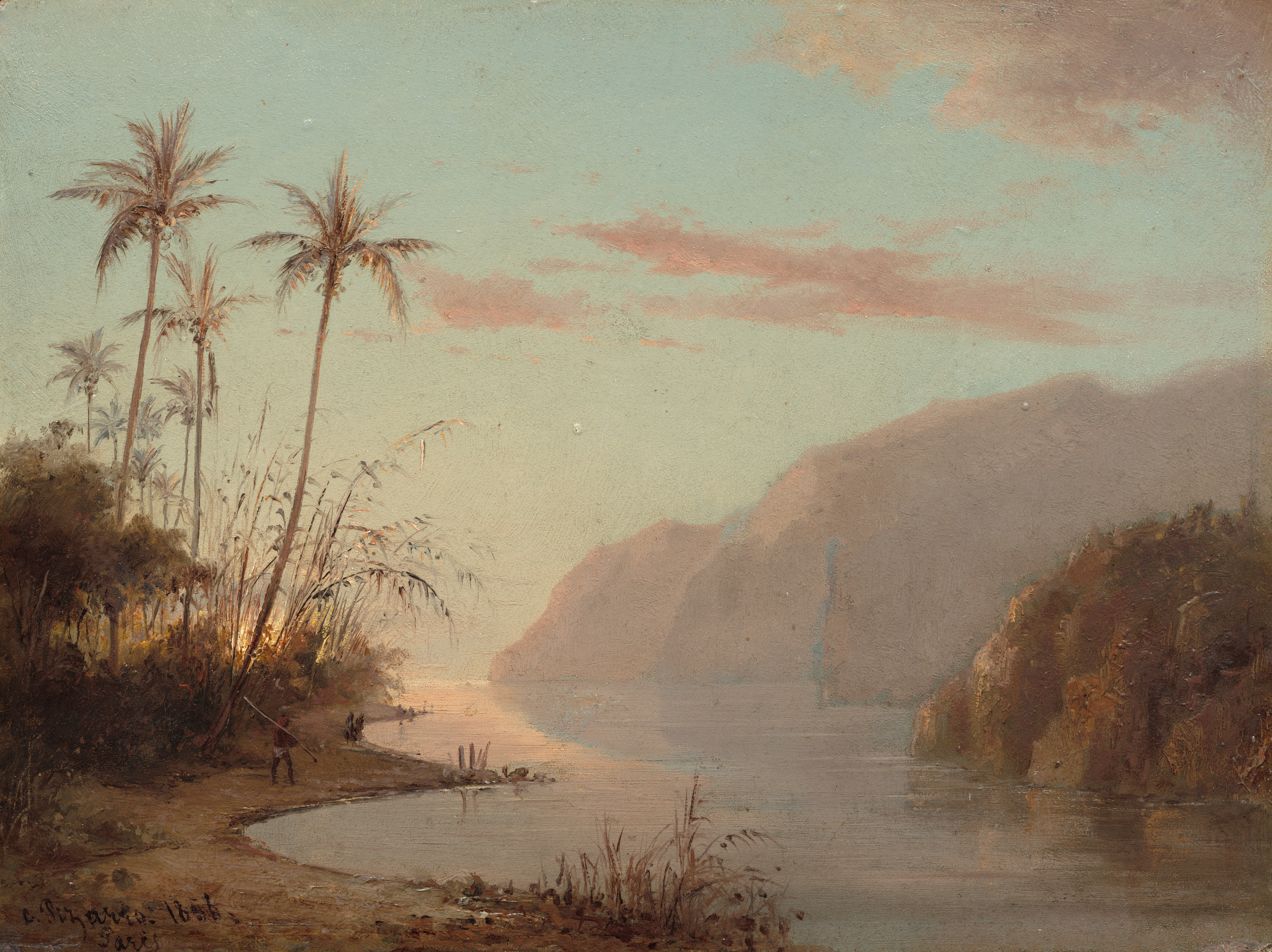
Crique avec palmiers
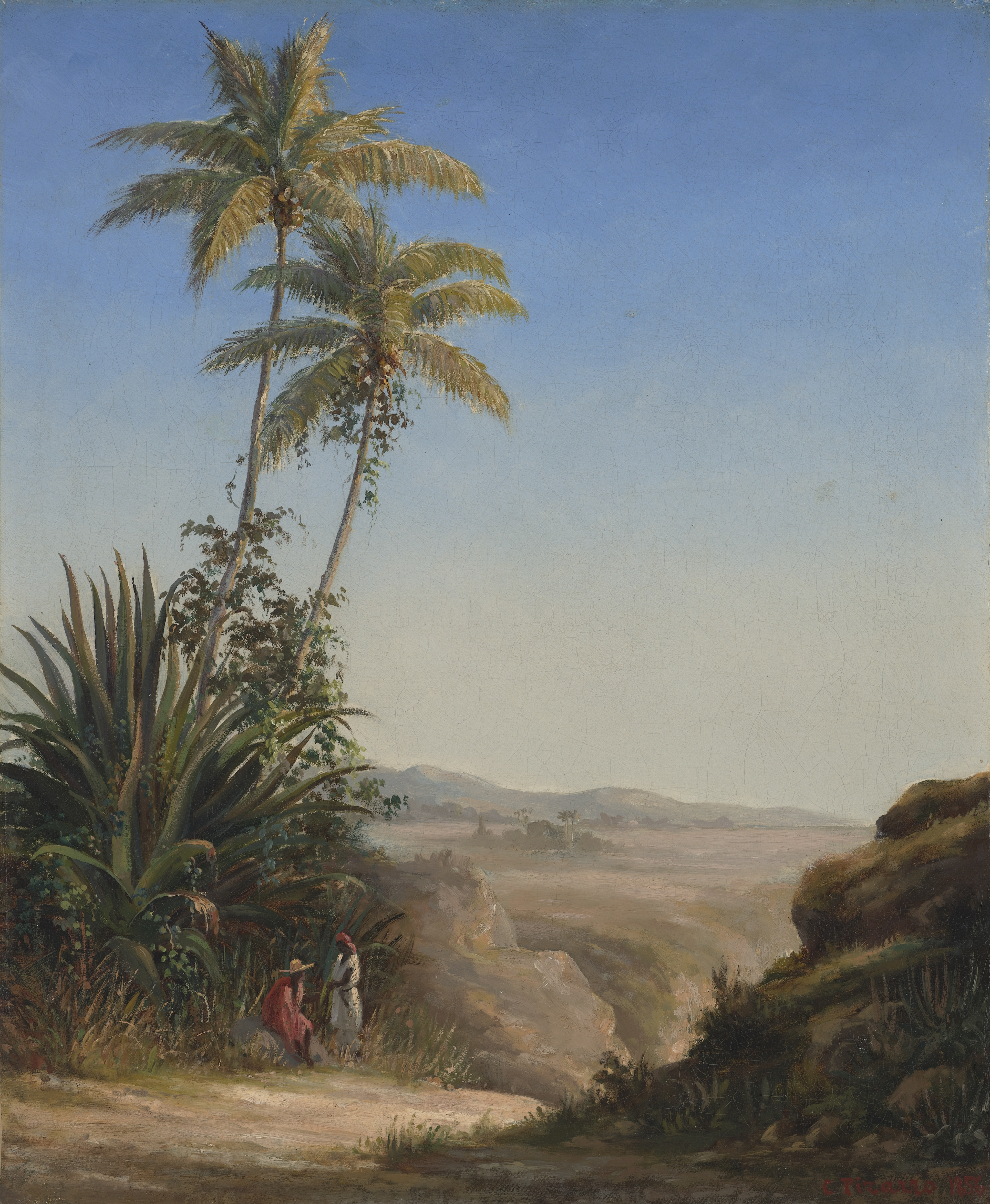
Deux personnages causant sur le bord d'une route
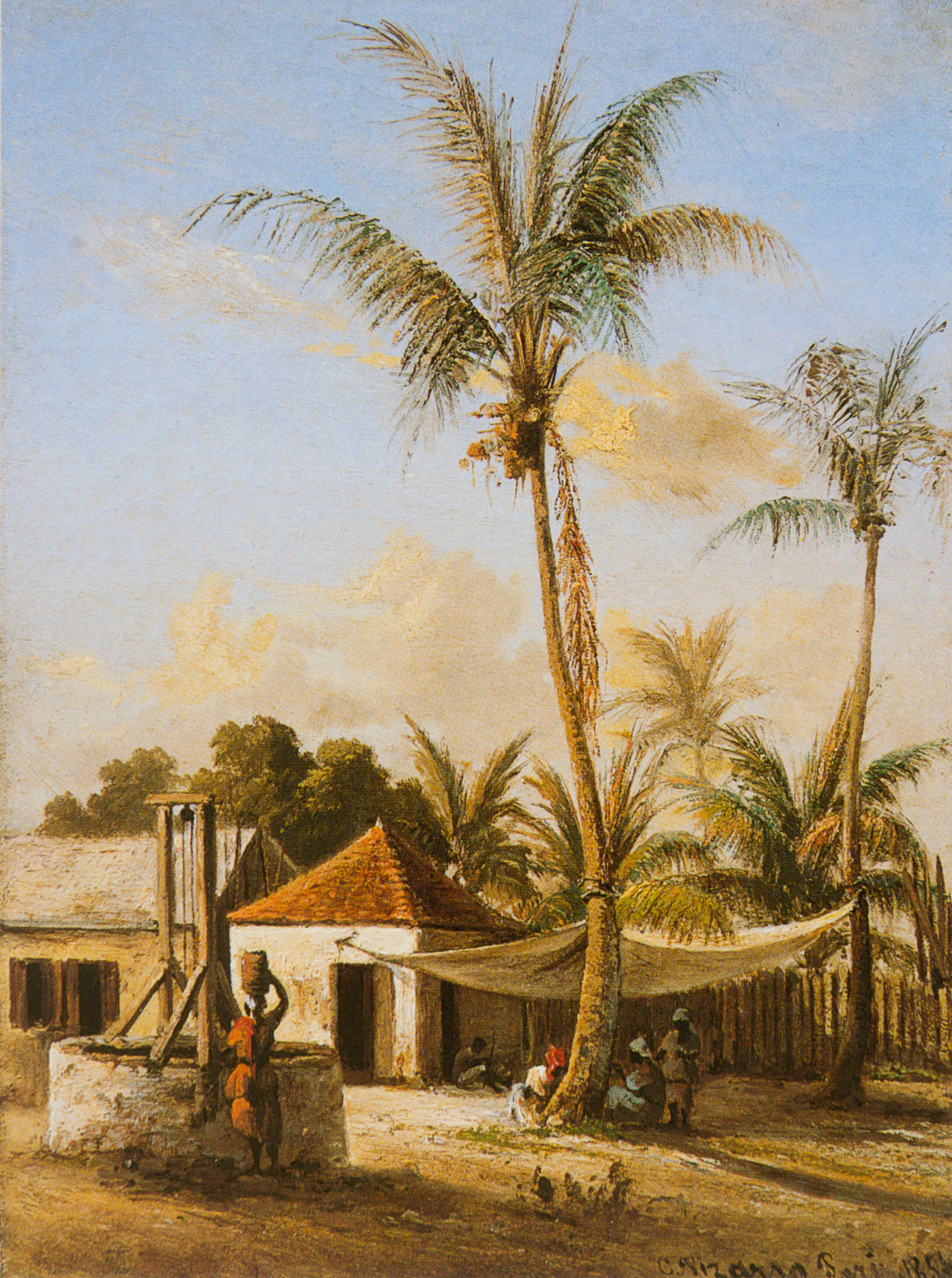
Personnages se reposant dans un village près d'un puits

Bemerkenswert – Joachim Pissarro nennt es sogar „paradox“ – ist, dass Pissarro in Paris, wo er sich in der gleichen Zeit bereits französischen Landschaften zuwandte, noch Motive seiner Heimat Saint Thomas malte. Diese entstanden vermutlich nach Skizzen oder aus der Erinnerung. Sein Sohn Ludovic-Rodo Pissarro nimmt an, dass es ein Interesse an diesen Motiven gab, vor allem bei Anton Melbye, in dessen Besitz einige der Bilder übergingen, und dass sie sich – durch Pissarros Freund P. Lecreux – auch verkaufen ließen.
Zum Motiv selbst schreibt Wolf Eiermann von der Stuttgarter Staatsgalerie anlässlich der ersten Pissarro-Retrospektive in Deutschland 1999, dass die Spiegelungen der Wasseroberfläche in dieser Serie nicht einfach zu malen gewesen seien, er jedoch hinreichend Anregung bei den Seestücken der Melbye-Brüder gehabt habe. Jedoch sei als Grundzug seiner späteren Werke deutlich erkennbar, wie der Künstler seine Figuren anlegte, nämlich mit Ruhe, Lebensfreude und innerer Harmonie. Auch in deutlich späteren Arbeiten des Künstlers sind arbeitende Frauen ein zentrales Motiv.
Eiermann sieht in dem Motiv außerdem „lateinamerikanisches Flair“, mit dem die Plaudernden Frauen sich auch in die Tradition von Antillenmalern wie Agostino Brunias stellen ließen.

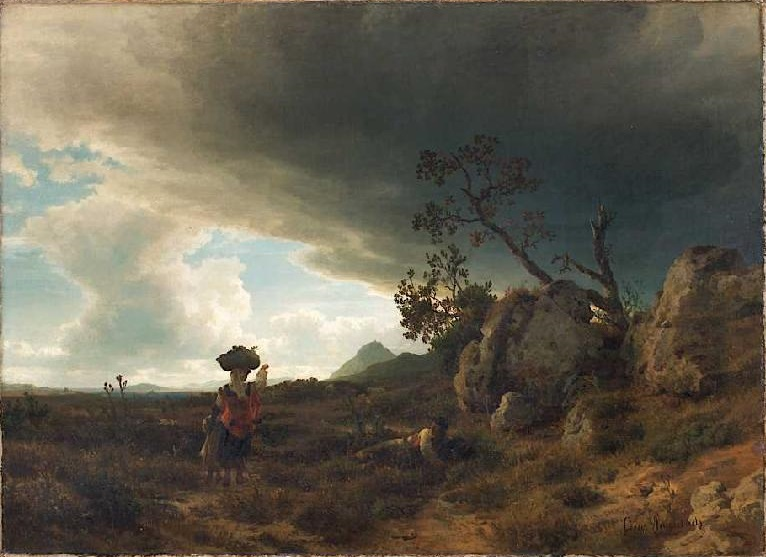
Gewitterwolken in der Campagna von Oswald Achenbach: Figuren im Vordergrund, diagonaler und horizontaler Aufbau, spärliche Landschaft.

Der britische Kunsthistoriker Christopher Lloyd betonte 1981 den Einfluss der Melbye-Brüder auf die künstlerische Entwicklung des jungen Pissarro. Durch ihn habe Pissarro Strömungen der europäischen Malerschulen kennengelernt; so zieht Lloyd Parallelen zwischen den Kompositionen der Zwei Frauen mit dem Gemälde Gewitterwolken in der Campagna (bzw. Campagna-Landschaft bei aufkommendem Gewitter) von Oswald Achenbach. Bei seiner Ankunft in Paris sei der fünfundzwanzigjährige Pissarro im Vollbesitz seiner künstlerischen Fähigkeiten gewesen.

## Provenienz
Laut einem Katalogeintrag in Camille Pissarro, son art, son oeuvre von 1939 befand sich das Gemälde zu dieser Zeit in der Sammlung des dänischen Malers und Farbenfabrikanten Gunnar A. Sadolin (1874–1955). Im Dezember 1965 wurde es bei Sotheby’s in London versteigert und ging durch Verkauf noch im selben Jahr in die Sammlung des amerikanischen Kunstmäzens Paul Mellon über, der es 1985 der National Gallery of Art schenkte.

## Ausstellungen
- The European Vision of America – National Gallery of Art, Washington DC, 7. Dezember bis 15. Februar 1976; Cleveland Ohio, The Cleveland Museum of Art 28. April – 8. August 1976; Paris, Galeries nationales du Grand Palais; 17. September bis 3. Januar 1977[11]
- 19th and 20th Century French Painting from the Collection of Mr. and Mrs. Paul Mellon, Virginia Museum of Fine Arts, Richmond, 1979[12]
- Camille Pissarro: Impressionist Innovator – Jerusalem, The Israel Museum, 11. Oktober – 9. Januar 1995; New York, The Jewish Museum, 26. Februar – 16. Juli 1995[13] (nur in New York gezeigt und nicht im Katalog abgebildet)[3]
- Camille Pissarro Staatsgalerie Stuttgart, 11. Dezember – 1. Mai 2000[14]
- Pissarro's People, Sterling and Francine Clark Art Institute, Williamstown; California Palace of the Legion of Honor, The Fine Arts Museums of San Francisco, 2011–2012, Abb. 43.[3]
- Pissarro – Der Vater des Impressionismus, 14. Oktober 2014 bis 22. Februar 2015; Von der Heydt-Museum, Wuppertal.[1]